# Bogdan Kiselevitj
Bogdan Aleksandrovitj Kiselevitj, ryska: Богдан Александрович Киселевич, engelska: Bogdan Kiselevich, född 14 februari 1990, är en rysk professionell ishockeyback som spelar för Winnipeg Jets i NHL.
Han har tidigare spelat på NHL-nivå för Florida Panthers och på lägre nivåer för CSKA Moskva och Severstal Tjerepovets i KHL.

## Spelarkarriär

### NHL

#### Florida Panthers
Kiselevitj blev aldrig NHL-draftad men skrev som 28-åring på ett ettårskontrakt värt 925 000 dollar med Florida Panthers den 1 juni 2018.

#### Winnipeg Jets
Den 25 februari 2019 blev han tradad till Winnipeg Jets i utbyte mot ett draftval i sjunde rundan 2021.

## Statistik
| 2007–2008  | TSSK VVS Samara       | VL         | 16  | 0  | 3   | 3   | 12  | —  | — | —  | —  | —  |
| 2008–2009  | HK Lipetsk            | VL         | 27  | 1  | 4   | 5   | 34  | 5  | 0 | 1  | 1  | 4  |
| 2009–2010  | Severstal Tjerepovets | KHL        | 43  | 0  | 0   | 0   | 20  | —  | — | —  | —  | —  |
|            | Almaz Tjerepovets     | MHL        | 13  | 4  | 5   | 9   | 14  | 3  | 0 | 0  | 0  | 4  |
| 2010–2011  | Severstal Tjerepovets | KHL        | 26  | 3  | 5   | 8   | 30  | 4  | 0 | 0  | 0  | 6  |
|            | Almaz Tjerepovets     | MHL        | 10  | 2  | 3   | 5   | 12  | 5  | 0 | 1  | 1  | 4  |
| 2011–2012  | Severstal Tjerepovets | KHL        | 47  | 3  | 8   | 11  | 69  | 6  | 0 | 0  | 0  | 6  |
|            | Almaz Tjerepovets     | MHL        | —   | —  | —   | —   | —   | 9  | 1 | 2  | 3  | 22 |
| 2012–2013  | Severstal Tjerepovets | KHL        | 39  | 4  | 15  | 19  | 55  | 10 | 0 | 2  | 2  | 4  |
| 2013–2014  | Severstal Tjerepovets | KHL        | 50  | 3  | 10  | 13  | 42  | —  | — | —  | —  | —  |
| 2014–2015  | CSKA Moskva           | KHL        | 49  | 4  | 12  | 16  | 48  | 11 | 0 | 0  | 0  | 6  |
| 2015–2016  | CSKA Moskva           | KHL        | 50  | 4  | 13  | 17  | 41  | 9  | 0 | 5  | 5  | 20 |
| 2016–2017  | CSKA Moskva           | KHL        | 45  | 2  | 21  | 23  | 57  | 10 | 2 | 6  | 8  | 6  |
| 2017–2018  | CSKA Moskva           | KHL        | 44  | 0  | 16  | 16  | 24  | 21 | 1 | 2  | 3  | 18 |
| 2018–2019  | Florida Panthers      | NHL        | 32  | 0  | 8   | 8   | 12  | —  | — | —  | —  | —  |
|            | Winnipeg Jets         | NHL        | —   | —  | —   | —   | —   | —  | — | —  | —  | —  |
| NHL totalt | NHL totalt            | NHL totalt | 32  | 0  | 8   | 8   | 12  | —  | — | —  | —  | —  |
| KHL totalt | KHL totalt            | KHL totalt | 393 | 23 | 100 | 123 | 386 | 71 | 3 | 15 | 18 | 66 |

### Internationellt
| Källa: Uppdaterad: 2018-10-14 | Källa: Uppdaterad: 2018-10-14 | Källa: Uppdaterad: 2018-10-14 |         | Utv = Utvisningsminuter | Utv = Utvisningsminuter | Utv = Utvisningsminuter | Utv = Utvisningsminuter | Utv = Utvisningsminuter |
| År                            | Lag                           | Mästerskap                    | Matcher | Mål                     | Assists                 | Poäng                   | Utv                     |                         |
| ----------------------------- | ----------------------------- | ----------------------------- | ------- | ----------------------- | ----------------------- | ----------------------- | ----------------------- | ----------------------- |
| 2017                          | Ryssland                      | VM                            | 10      | 3                       | 2                       | 5                       | 4                       |                         |
| 2018                          | OAR                           | OS                            | 6       | 0                       | 2                       | 2                       | 2                       |                         |
| 2018                          | Ryssland                      | VM                            | 8       | 0                       | 1                       | 1                       | 2                       |                         |
| Senior totalt                 | Senior totalt                 | Senior totalt                 | 24      | 3                       | 5                       | 8                       | 8                       |                         |